# Hidroformilare

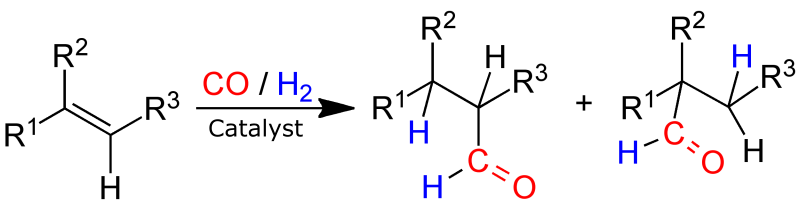
Hidroformilarea unei alchene (R^{1} - R^{3} sunt grupe organice, alchil sau aril, sau hidrogen).

Hidroformilarea, de asemenea cunoscută și ca sinteză oxo, este o metodă industrială de obținere a aldehidelor din alchene. Această reacție chimică presupune o reacție de adiție a unei grupe formil (-CHO) și a unui atom de hidrogen la o legătură dublă carbon-carbon (C=C). Procesul a cunoscut diverse îmbunătățiri de-a lungul timpului: în 1995, capacitatea de producție era de 6,6×106 tone. 
Importanța procesului provine din faptul că aldehidele obținute pot fi transformate relativ ușor în diverși produși, cum ar fi de exemplu alcooli (prin hidrogenarea acestora).
Procesul presupune tratarea unei alchene, de obicei la presiune ridicată (între 10 și 100 de atmosfere) cu monoxid de carbon și hidrogen la o temperatură ce variază între 40 și 200 °C. Este necesar un catalizator metal tranzițional.